# Invasione mongola dell'India

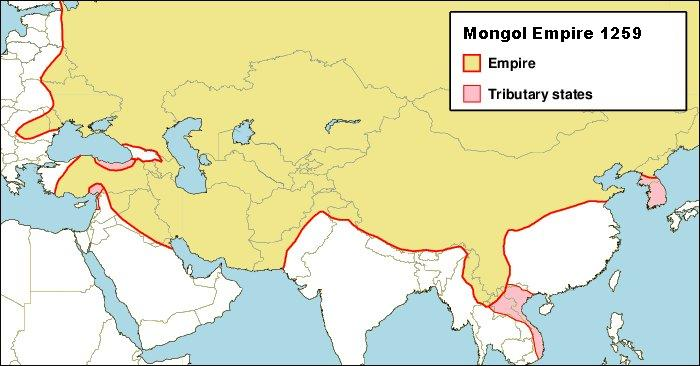
L'Impero mongolo all'epoca di Mongke Khan (r. 1251-59)

L'Impero mongolo lanciò varie invasioni nel subcontinente indiano tra il 1221 e il 1327, oltre a innumerevoli incursioni condotte dai Qara'una, popolazione di origine mongola stanziatasi in Afghanistan. 
I Mongoli occuparono parti del subcontinente per decenni. Allorché essi avanzarono nell'hinterland indiano e raggiunsero le periferie dell'Antica Delhi, il Sultanato di Delhi condusse una campagna militare contro di loro, in cui i Mongoli soffrirono serie sconfitte.

## Antefatti
Dopo aver inseguito Jalāl al-Dīn Mankubirnī fin dentro l'India e averlo sconfitto nella battaglia dell'Indo nel 1221, Genghis Khan inviò due tumen (20.000 soldati) al comando di Dorbei il Fiero e di Bala a tallonarlo. Il generale mongolo Bala tallonò Jalāl al-Dīn attraverso la regione di Lahore e en passant aggredì la provincia del Multān, saccheggiando pure le periferie di Lahore. 
Jalāl al-Dīn riuscì a radunare un piccolo esercito di scampati della battaglia perduta e invocò un'alleanza, o anche solo l'asilo per sé, ai signori turchi del Sultanato di Delhi, ma senza successo.Combatté poi contro i locali governanti del Punjab, e dopo essere stato sconfitto da molti di loro, si ritirò nelle aree esterne del Punjab, cercando poi rifugio in Multān.
Mentre combatteva contro il governatore locale del Sindh, Jalāl al-Dīn, venuto a conoscenza di una insurrezione nella provincia del Kirmān (S dell'Iran), abbandonò immediatamente il luogo, transitando attraverso il Belucistan meridionale e fu raggiunto da forze provenienti da Ghor e Peshāwar, incluso un certo numero di Khaljī, Turkmeni e tribù ghuridi. Coi suoi nuovi alleati marciò su Ghazni e sconfisse una divisione mongola al comando di Turtai, cui era stato affidato il compito d'intercettarlo. Gli alleati vittoriosi però litigarono sulla ripartizione del bottino preso; di conseguenza le tribù Khalji, turcomanne e ghuridi abbandonarono Jalāl al-Dīn e tornarono a Peshāwar. In quel momento, Ögedei Khān, terzo figlio di Genghis Khan, divenne Gran Khān dell'Impero mongolo. Un generale mongolo, Chormaqan, spedito dal Gran Khān, attaccò e sbaragliò Jalāl al-Dīn, mettendo così fine alla dinastia del Khwārizmshāh.

## Conquista mongola del Kashmir e conflitti col Sultanato di Delhi
Dopo il 1235, un'altra forza mongola invase il Kashmir, insediandovi per vari anni un darughachi (governatore amministrativo), e il Kashmir divenne una dipendenza mongola. Pressappoco in quel medesimo periodo, un Maestro buddista kashmiri, Otochi, e suo fratello Namo giunsero alla corte di Ögedei. Un altro generale mongolo, di nome Pakchak, attaccò Peshāwar e sconfisse l'esercito formato dalle tribù che tempo prima avevano abbandonato Jalāl al-Dīn Mankubirnī. Tali guerrieri erano per lo più Khalji, fuggiti a Multān dove furono reclutati nell'esercito del Sultanato di Delhi. Nell'invero del 1241 una forza mongola invase la valle dell'Indo e assediò Lahore. Tuttavia, il 30 decdembre 1241, i Mongoli sotto Munggetu misero a ferro e fuoco la città prima di abbandonare il Sultanato di Delhi. Allo stesso tempo, il Gran Khān Ögedei morì (1241).
Gli abitanti del Kashmir si rivoltarono nel 1254–1255 e Möngke Khan, divenuto Gran Khān nel 1251, nominò suoi generali Sali e Takudar, e nominò il Maestro buddista Otochi darugachi del Kashmir. Tuttavia il sovrano del Kashmir uccise Otochi a Srinagar. Sali invase il Kashmir, uccidendone il re, e domò la ribellione. Dopo di che il Paese rimase assoggettato ai Mongoli per numerosi anni.
Il principe di Delhi, Jalāl al-Dīn Masʿūd, si recò nella capitale mongola di Karakorum per invocare l'aiuto di Möngke Khān al fine di recuperare il trono del fratello maggiore nel 1248. Quando Möngke fu incoronato Gran Khān, Jalāl al-Dīn Masʿūd prese parte alla cerimonia e chiese l'aiuto di Möngke. Questi ordinò a Sali di aiutarlo a recuperare il trono avito. Sali effettuò attacchi su Multān e Lahore. Shām al-Dīn Muḥammad Kārt (lingua urdu شام الدین محمد کارت), malik (principe al governo) di Herat, accompagnò i Mongoli. Jalāl al-Dīn fu insediato come vassallo di Lahore, Kujah e Sodra.
Nel 1257, il governatore del Sindh offrì la sua intera provincia a Hulagu Khan, fratello di Mongke, e chiese la protezione mongola dal suo signore di Delhi. Hulagu portò una potente forza militare comandata da Sali Bahādur in Sindh. Nell'inverno del 1257 - agli inizi del 1258, Sali Noyan mise sotto forte pressione il Sindh e smantellò le fortificazioni di Multān, investendo forse anche le fortezze isolate di Bakhkar sull'Indo.
Comunque Hulagu non volle autorizzare una grande invasione del Sultanato di Delhi e, pochi anni dopo, la corrispondenza diplomatica tra i due contendenti dimostra il loro crescente desiderio di pace.
Ghiyāth al-Dīn Balban (r. 1266–1287) era comunque impensierito dal pericolo di un'invasione mongola. Per questo motivo organizzò il suo esercito facendogli conseguire un elevato punto di efficienza e si preoccupò di tenere le sue forze nei pressi della sua capitale.
Le invasioni mongole su vasta scala cessarono e i Sultani di Delhi ne approfittarono per rafforzare le città di frontiera come Multān, Uchch e Lahore, e per punire i locali Rana e Rais che avevano a suo tempo appoggiato gli invasori corasmi e mongoli.
Un gran numero di tribù che si erano accampate nel Sultanato di Delhi in seguito alle invasioni mongole mutarono gli equilibri nell'India settentrionale. I Khaljī usurparono il potere degli antichi Sultani di Delhi e cominciarono rapidamente a prendere il potere in altre parti dell'India. A quel tempo all'incirca, le incursioni mongole in India ripresero (1300).

## Il Khanato Chagatai vs. i Khaljī
Le fonti medievali sostengono che l'invasione fu condotta da centinaia di migliaia di Mongoli (i numeri sono scarsamente credibili e quasi impossibili da calcolare, visto che l'ammontare di tutti i guerrieri a cavallo dell'Asia Centrale e del Medio Oriente assommava all'incirca a 150 000 uomini). Un conto dei comandanti mongoli citati nelle fonti come partecipanti alle diverse invasioni può fornire cifre più credibili, visto che i comandanti comandavano tumen, unità nominalmente di 10 000 combattenti. Tali invasioni erano comandate dai vari discendenti di Genghis Khan, o da comandanti mongoli. Il numero di ogni compagine armata assommava all'incirca a 10 000-30 000 cavalleggeri, sebbene le cronache di Delhi vistosamente esagerino, innalzando i numeri a 100 000-200 000 guerrieri a cavallo.
Dopo che negli anni Sessanta la guerra civile era esplosa nell'Impero mongolo, il Khanato Chagatai controllava l'Asia centrale, e il suo esponente principale fino agli anni Ottanta del XIII secolo fu Duwa Khān, secondo in comando solo a Kaidu Khān. Duwa fu attivo nell'attuale Afghanistan e provò a estendere il controllo mongolo all'India. Il governatore musulmano Negudari, ʿAbd Allāh, figlio di un bisnipote di Chagatai Khān, invase nel 1292 con un esercito il Punjab, ma la sua avanguardia, al comando di Ulghu, fu sbaragliata e catturata dal Sultano Khalji Jalāl al-Dīn. I 4 000 prigionieri mongoli dell'avanguardia abbracciarono l'Islam e andarono a vivere a Delhi, come "nuovi musulmani". Il suburbio in cui andarono a risiedere fu quanto mai appropriatamente chiamato Mughālpūra (città dei Mongoli). I tumen Chagatai furono sconfitti dal Sultanato di Delhi numerose volte nel 1296–1297.
I Mongoli ripetutamente invasero il Nord dell'India durante il regno del successore di Jalāl al-Dīn, ʿAlāʾ al-Dīn; in almeno due occasioni essi giunsero in forze. Nell'inverno del 1297, il Chagatai noyan Kadar guidò un esercito che saccheggiò la regione del Punjab e penetrò fino a Kasur. Le forze di ʿAlāʾ al-Dīn Khaljī, comandate da Ulugh Khān (e probabilmente dal generale Ẓafar Khān), sconfissero gli invasori il 6 febbraio 1298.
In seguito, nel 1298–99, una compagine mongola, forse comandata da Neguderi (Nikudar o Neguder), invase il Sindh e occupò il forte di Sivistan. Un certo numero di Mongoli sconfitti da Ẓafar Khān fu catturato e condotto a Delhi. A quel tempo, la componente principale dell'esercito del Sultano ʿAlāʾ al-Dīn - guidata da Ulugh Khān (o Almas Beg, un fratello di ʿAlāʾ al-Dīn) e da Nuṣrat Khān - era occupata a compiere incursioni in Gujarat. Queste forze tornarono dal Gujarat a Delhi, proprio quando alcuni dei soldati mongoli che ne facevano parte si ammutinarono, reclamando il pagamento del khums (un quinto del bottino). L'ammutinamento fu represso e le famiglie degli insorti a Delhi furono severamente punite.
A fine 1299, Duwa dispose che suo figlio Qutlugh Khwāja conquistasse Delhi. ʿAlāʾ al-Dīn condusse il suo esercito sul campo di battaglia di Kili, presso Delhi, e provò a temporeggiare, sperando che i Mongoli si ritirassero, a causa dell'esiguità dei rifornimenti per le sue forze, che dovevano giungere dalle sue province. Tuttavia, il suo generale Ẓafar Khān attaccò i Mongoli senza il suo permesso. I Mongoli finsero una ritirata, ingannando le forze di Ẓafar Khān perché li tallonassero. Ẓafar Khān e i suoi uomini furono uccisi dopo aver però inflitto pesanti perdite agli invasori. I Mongoli si ritirarono dopo due giorni: il loro comandante Qutlugh Khwāja fu seriamente ferito, e morì nel corso del rientro delle truppe alle loro basi di partenza.
Nell'inverno del 1302–1303, ʿAlāʾ al-Dīn inviò un esercito a saccheggiare la capitale dei Kakatiya, Warangal, e lui stesso nel 1303 marciò su Chittor. Avvedutisi che Delhi non era protetta, i Mongoli lanciarono una nuova invasione in India verso l'agosto del 1303. ʿAlāʾ al-Dīn cercò di anticipare i Mongoli ma non ebbe sufficiente tempo per preparare una solida difesa. Si acquartierò in un accampamento in costruzione poderosamente fortificato e difeso (Forte Siri). I Mongoli depredarono Delhi e i suoi dintorni, ma infine si ritirarono dopo aver vanamente tentato di espugnare Siri. Questo incontro ravvicinato coi Mongoli indusse ʿAlāʾ al-Dīn a rafforzare i forti e la presenza militare lungo le rotte tra Delhi e il resto dell'India. Egli varò inoltre una serie di riforme economiche per assicurare sufficienti entrate, in grado di mantenere una forte struttura militare.
Poco tempo dopo, Duwa Khān cercò di por fine al conflitto in corso con il Khagan Yuan Temür Khan, Imperatore Chengzong di Yuan, detto anche Temür Öljeytü, e verso il 1304 fu proclamata una pace generale tra i Khanati mongoli, che mise termine al conflitto tra la dinastia Yuan e i Khanati occidentali che erano usciti sconfitti per buona parte dell'ultimo mezzo secolo. Poco avanti, egli propose un attacco congiunto in India, ma la campagna militare non si concretizzò.
Nel dicembre 1305, Duwa inviò un nuovo esercito che bypassò la potentemente difesa città di Delhi e proseguì verso SE verso la pianura gangetica, lungo le alture pre-Himalayane (Himalaya esterno). La cavalleria di ʿAlāʾ al-Dīn, forte di 30,000 uomini ben armati, comandata da Malik Nayak, sbaragliò i Mongoli nella battaglia di Amroha.  ·  Un gran numero di Mongoli fu preso prigioniero e ucciso.
L'anno seguente. un altro esercito mongolo inviato da Duwa avanzò verso il fiume Ravi, depredando i territori lungo il tragitto. L'esercito includeva tre contingenti, al comando di Kopek, Iqbalmand e Tai-Bu. Le forze di ʿAlāʾ al-Dīn, guidate da Malik Kāfūr, sconfissero in una battaglia decisiva gli invasori.
Nello stesso 1306, il capo mongolo Duwa  morì e, nella disputa legata alla sua successione, i raids a valanga mongoli in India cessarono. Avvantaggiandosi di tale situazione, il generale di ʿAlāʾ al-Dīn, Malik Ṭughlāq effettuò regolari incursioni nei territori mongoli, in quello che è l'attuale Afghanistan. · 
Elenco delle battaglie tra i Khalji e i Mongoli:

## Ultime invasioni mongole
Nel 1320 i Qara'una, sotto Zulju (Dulucha), penetrarono nel Kashmir attravewrso la vallata del Jehlam, senza incontrare alcuna seria resistenza. Il re del Kashmir, Suhadeva, tentò di persuadere Zulju a sgomberare, pagandogli una generosa cifra. Dopo il suo fallimento nell'organizzare una resistenza, Suhadeva fuggì a Kishtwar, lasciando la popolaxione del Kashmir alla mercé di Zulju. I Mongoli incendiarono le dimore, massacrarono uomini, violentarono donne e resero schiavi i fanciulli. Solo quanti si rifugiarono nel forte, sotto la protezione di Ramacandra, comandante in capo del re, poterono salvarsi. Gli invasori proseguirono nei loro saccheggi per otto mesi, fino all'inizio dell'inverno. Quando Zulju partì, via Brinal, perse molti dei suoi uomini e prigionieri a causa di una tempesta di neve, nel distretto di Divasar.
La successiva importante invasione mongola ebbe luogo dopo che i Khalji furono rimpiazzati dai Ṭughlāq. Nel 1327 i Mongoli del Khanato Chagatai, sotto Tarmashirin, che era stato spedito l'anno prima a negoziare la pace a Delhi, saccheggiarono le città di frontiera di Lamghan e Multan, assediando poi Delhi. Il signore Ṭughlāq versò una forte cifra di riscatto per evitare danni peggiori al suo Sultanato. Muḥammad ibn Ṭughlāq chiese all'Īlkhān Abū Saʿīd di acconsentire a un'alleanza contro Tarmashirin, che aveva intanto invaso il Khorāsān, ma non si concretizzò alcuna offensiva contro i Mongoli. Tarmashirin era un buddhista che si convertì in seguito all'Islam. Le tensioni religiose nel Khanato Chagatai erano un fattore di divisione tra i Mongoli.
Nessun'altra invasione mongola su larga scala fu più lanciata in India dopo il fallito assedio di Tamashirin a Delhi. Tuttavia, piccoli gruppi di avventurieri mongoli levarono le loro spade contro numerosi potentati locali nel NO. Amir Qazaghan effettuò incursioni nell'India settentrionale coi suoi Qara'una. Inviò anche numerose migliaia di guerrieri per aiutare il Sultano di Delhi Muḥammad ibn Ṭughlāq per reprimere una ribellione nei suoi possedimenti nel 1350.

## Timur e Babur

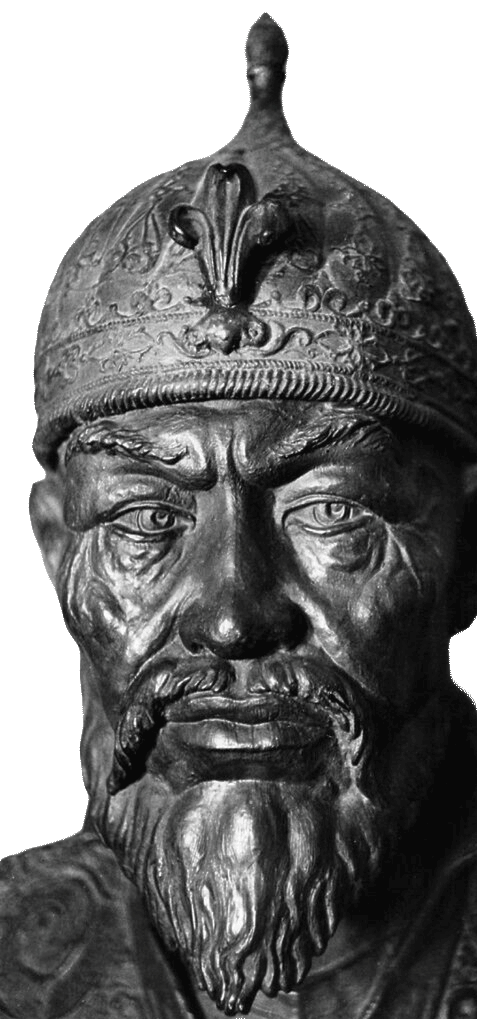
Ricostruzione del viso di Tamerlano dopo la riesumazione del suo corpo a Samarcanda nel 1941 da parte dell'antropologo sovietico russo Mikhail M. Gerasimov.

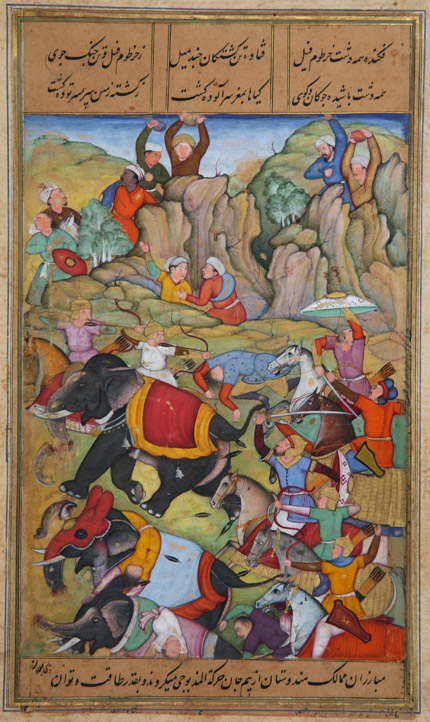
Timur sconfigge il Sultano di Delhi, Nāṣir al-Dīn Maḥmūd Shāh Ṭughlāq nell'inverno del 1397–1398

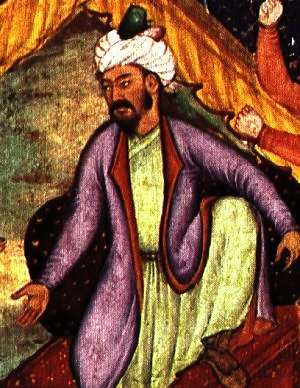
Babur, il discendente turco-mongolo di Timur, che più tardi invase l'India nel XVI secolo.

I Sultani di Delhi avevano intrattenuto relazioni cordiali con la dinastia Yuan in Mongolia e Cina e con l'Ilkhanato in Persia e Medio Oriente. Verso il 1338, il Sultano Muḥammad ibn Ṭughlāq di Delhi nominò il viaggiatore maghrebino Ibn Baṭṭūṭa ambasciatore presso la corte Yuan di Toghon Temür (Imperatore Huìzōng). Tra i doni da lui portati figuravano 200 schiavi.
Il Khanato Chagatai a quel tempo si era separato e un ambizioso capo turco-mongolo, di nome Timur, aveva portato l'Asia centrale e le regioni circostanti sotto il suo controllo. Seguiva la duplice politica dell'Imperialismo e della Islamizzazione, spostando varie tribù mongole in diverse pareti del suo Impero e accordando privilegi all'elemento turco nelle sue formazioni militari. Timur irrobustì anche la fede islamica e dette primazia alle leggi della Sharīʿa ai danni di quelle dello sciamanesimo di Gengis Khan. Invase l'India nel 1398 per metterla a ferro e fuoco e depredarla delle sue ricchezze.
L'impero di Timur si dissolse e i suoi discendenti fallirono nel loro intento di controllare l'Asia centrale, che espresse una serie di staterelli più o meno trascurabili. I discendenti dei Mongoli Chagatai e di Tamerlano vissero fianco a fianco, combattendo occasionalmente e sposandosi saltuariamente tra di loro.
Uno dei prodotti di questi matrimoni fu Bābur, fondatore dell'Impero Mughal. Sua madre apparteneva alla famiglia dei Khān mongoli di Tashkent. Bābur era un vero discendente di Timur e condivideva i suoi ideali: credeva che le regole e le norme imposte da Genghis Khan fossero deficienti, in quanto notava "esse non godevano di autorità divina".
Malgrado sua madre fosse una Mongola, Bābur non amava molto l'etnia mongola e scrisse versi pungenti al riguardo nella sua autobiografia:
"Se i Mongoli fossero una razza angelica, ciò sarebbe un male,
Anche scritto in oro, il nome Mongolo sarebbe un male".
Quando Bābur occupò Kabul e cominciò i preparativi per invadere il subcontinente indiano, egli era chiamato "Mongolo" (Mughal), come i primi invasori che venivano dal Khanato Chagatai. Anche l'invasione di Timur era stata definita come un'invasione mongola, visto che i Mongoli avevano retto l'Asia centrale per lungo tempo e così fu chiamata la sua gente.